# 卡捷里尼夫卡 (大列佩季哈區)
47°6′42″N 34°9′37″E / 47.11167°N 34.16028°E
卡捷里尼夫卡（烏克蘭語：Катеринівка）是位於烏克蘭南部的村莊，由赫爾松州卡霍夫卡區的大萊佩蒂哈市鎮負責管轄。該村始建於1796年，面積2.76平方公里，海拔高度70米，2001年人口574，人口密度每平方公里207.8人。